# Rapanea capitellata
Rapanea capitellata là một loài thực vật có hoa trong họ Anh thảo. Loài này được (Wall.) Mez miêu tả khoa học đầu tiên năm 1902.